# Гун, Кирилл Андреевич
Кирилл Андреевич Гун (27 марта [8 апреля] 1898, Петергоф, Санкт-Петербургская губерния — 31 октября 1983) — советский актёр театра и кино.

## Биография
Актёр театра и кино К. А. Гун родился 8 апреля (27 марта по ст. стилю) 1898 года. Сын архитектора, действительного статского советника Андрея Гуна (1841—1924).
В мае 1911 года поступил в Императорский Александровский лицей. Выбыл из 3-го класса в январе 1917 года. В 1923 году окончил Школу русской драмы при Александринском театре. И в тот же год поступил в ленинградский театр «Вольная комедия». В 1924—1927 годах работал в «Свободном театре». В 1929—1931 годах — в драматическом театре Госнардома, а в 1934—1935 годах — театре комедии ЛОУТа. В 1936 году — актёр Театра ЛОСПС (Ленинградского областного Совета профессиональных союзов). В 1937—1941 годах — актёр ленинградского Театра Комедии.
В кино начал сниматься с 1927 года. Снялся в более чем тридцати фильмах.
Похоронен в колумбарии кладбища Памяти жертв 9-го января.

## Фильмография
- 1927 — Чашка чая
- 1928 — Бузилка (короткометражный) (графический мультфильм в сочетании с игровым кино) — Толстушкин
- 1928 — Джентльмен и петух — Янек, вахмистр и телохранитель графа
- 1928 — Комната с мебелью (кукольный мультфильм в сочетании с игровым кино)
- 1928 — Сын рыбака — секретарь Академии
- 1930 — Держи вора (короткометражный) — старик сторож
- 1930 — Полешко (короткометражный)
- 1936 — Чудесница — прокурор
- 1947 — Золушка — придворный
- 1957 — Смерть Пазухина — эпизод
- 1960 — Дама с собачкой — эпизод
- 1961 — Две жизни — противник большевиков у Певческого моста («Вот именно!»)
- 1964 — Верьте мне, люди — эпизод
- 1965 — Лебединая песня (короткометражный) — Никита Иваныч, суфлёр
- 1967 — Седьмой спутник — арестованный
- 1968 — Всего одна жизнь (СССР/Норвегия) — эпизод
- 1968 — Моабитская тетрадь — вольнонаёмный
- 1968 — Старая, старая сказка — эпизод
- 1969 — На пути в Берлин — хозяин варьете
- 1969 — Обвиняются в убийстве — заведующий музыкальной часть оперетты, сосед-свидетель
- 1970 — Взрыв замедленного действия — эпизод
- 1970 — Хозяин — эпизод
- 1971 — Даурия — эпизод
- 1971 — Тень — придворный в белом
- 1972 — Игрок (СССР/Чехословакия)
- 1973 — Опознание
- 1973 — Сломанная подкова — эпизод
- 1973 — Цемент (ТВ) — Якоб (1-я серия)
- 1977 — Ася — кассир в пароходстве
- 1979 — Приключения принца Флоризеля (ТВ) — уличный продавец книг
- 1980 — Соло (короткометражный) — эпизод
- 1981 — 20 декабря (ТВ) — эпизод